# Ludvig Fabritius
Ludvig Julius Wolfgang Fabritius, né le 25 avril 1854 à Vyborg et mort le 16 mars 1933 à Turku, est un vétérinaire finlandais et le fondateur et président de longue durée de l'association Hippos, la société d'élevage de chevaux de Finlande.

## Biographie
Fabritius a fait ses études à l'institut d'études vétérinaires de Stockholm de 1873 à 1876 et puis travaillé comme vétérinaire dans la province de Vyborg. Il a aussi enseigné dans les collèges agricoles à Pääjoki et à Mustiala avant d'accepter en 1887 le poste de vétérinaire en chef dans la province de Turku, une fonction qu'il tient jusqu'à sa démission en 1926.
Hors de la vie strictement professionnelle, les principaux intérêts de Fabritius étaient l'élevage du cheval finlandais et les courses de chevaux. De 1887 à 1895 Fabritius a entraîné son étalon trotteur Kirppu qui a gagné seize fois le premier prix et six fois le deuxième prix six. En 1883 Fabritius a reçu une bourse pour faire des études de zootechnie, qu'il a poursuivi dans plusieurs pays européens, notamment la Suède, l'Écosse, la France et l'Autriche pour le profit du parc zoologique qui allait être établi sur l'île de Korkeasaari à Helsinki.
Même avant la création de Hippos, à savoir l'association Hippos à Turku en 1895, Fabritius a fondé en 1890 la première compagnie d'assurance pour chevaux de Finlande (depuis 1916 Compagnie d'assurances d'animaux de Turku), dont il était président. Fabritius a écrit et publié plusieurs livres et il était également chroniqueur au Turun Sanomat. 

## Sources
- (fi) Cet article est partiellement ou en totalité issu de l’article de Wikipédia en finnois intitulé « Ludvig Fabritius » (voir la liste des auteurs).
- (fi) Kansallisbiografia
- (fi) Liinaharja, suomenhevosen taival. (toim.) Pesonen Hannu, Hankimo Olavi, Pystynen Venla, Pesonen Riikka. Otava (2007)
- (fi) Suomenhevonen 100 vuotta näyttelyluettelo
- (fi) L. Fabritius 70-vuotias, Turun Sanomat 25.4.1924
- (fi) Heikinheimo, Ilmari; Suomen elämänkerrasto, Werner Söderström Osakeyhtiö, 1995, Helsinki. Page 181.